# Rollins Band
Rollins Band fue una banda de rock estadounidense, liderada por el cantante y compositor Henry Rollins. Se les conoce principalmente por las canciones «Low Self Opinion» y «Liar», que alcanzaron una amplia difusión en MTV a principios de la década de 1990. El crítico Steve Huey describe su música como «una fusión catártica, intensa y sin concesiones de hard rock, funk, post-punk, noise y jazz experimental, en la que Rollins grita rabiosos, mordientes autoexámenes y acusaciones a los conformistas».

## Historia

### Precedentes
Rollins fue el cantante de los State of Alert (SOA) en Washington D. C. desde 1980 a 1981, tras lo cual cantó con los legendarios Black Flag, banda de hardcore punk californiano, desde agosto de 1981 hasta la disolución del grupo a principios de 1986. Black Flag no alcanzaron apenas difusión entre el gran público, pero a través de sus giras y actuaciones llegaron a ser considerados como uno de los grupos punk más importantes de la década de 1980.
Menos de un año después de la disolución de Black Flag, Rollins volvió a la música con su amigo de la adolescencia en Washington, el guitarrista Chris Haskett, el bajista Bernie Wandel y el batería Mick Green. Esta formación publicó dos grabaciones: Hot Animal Machine (acreditada como una grabación en solitario de Rollins, la portada incluye dibujos del líder de Devo, Mark Mothersbaugh) y Drive by Shooting (acreditada a «Henrieta Collins and the Wifebeating Childhaters»). La música era similar a la de Black Flag, aunque flirteando con el heavy metal  y el jazz.

### Primera formación (1987-1994)
Poco después, Rollins fundó Rollins Band con Haskett, el bajista Andrew Weiss y el batería Sim Cain (estos dos habían tocado previamente con Gone, una banda de rock instrumental liderada por el guitarrista y fundador de Black Flag Greg Ginn). El ingeniero de sonido Theo Van Rock fue habitualmente acreditado como un miembro más de la banda.
Los críticos Ira Robbins y Regina Joskow describieron esta formación como un «grupo fuerte y brillante ... la banda no toca punk (más bien una versión jazzística, thrashy y swing de aspectos del polifacético Jimi Hendrix), pero lo que hacen juntos tiene la potencia de ambos. El rock de guitarras ruidosas del grupo, con un fuerte e inventivo reloj rítmico toma prestados sólo los mejores atributos del metal, confirmando que el ruido no es nunca un sustituto del propósito.»

### Segunda formación (1994–1997)
Weiss fue despedido tras la gira de End of Silence, siendo reemplazado por el bajista de jazz y funk Melvin Gibbs, que había sido encarecidamente recomendado por el guitarrista Vernon Reid. Tanto Gibbs como Cain, el batería, habían tocado en diferentes formaciones de la banda del guitarrista Marc Ribot.
Esta formación de la banda mostró las más abiertas influencias jazz de la historia de la banda: Gibbs había iniciado su carrera con la banda de jazz fusión del batería Ronald Shannon Jackson, y trabajó con Sonny Sharrock en álbumes como Seize The Rainbow (1987); Gibbs, junto a la obsesión de Rollins por la época del icónico trompetista Miles Davis de finales de la década de 1960 y principios de la de 1970, dieron forma a esta versión de la música de la banda. En esta época, Rollins Band grabó con el saxofonista de free jazz Charles Gayle, aunque dichas sesiones no se publicaron hasta pasados unos años.
El primer video procedente de Weight (1994), el esquizofrénico «Liar», fue un gran éxito en MTV, con Rollins luciendo numerosos trajes (incluyendo uno de policía y uno de monja). La banda apareció en Woodstock 94, y Rollins fue invitado en muchos programas de la MTV, entre ellos, 120 Minutes.
Rollins Band firmó con la discográfica DreamWorks Records, con quien publicaron en 1997 Come In And Burn. El álbum no tuvo el éxito de Weight y, tras la gira, Rollins disolvió el grupo, arguyendo una sequía creativa.

### Tercera formación (1997–2003)
Rollins reemplazó la formación Haskett-Gibbs-Cain con la banda de Los Ángeles Mother Superior, manteniendo el nombre Rollins Band, y publicó Get Some Go Again (2000) y Nice (2001). También publicaron un álbum doble en directo, The Only Way to Know for Sure. Esta fue una formación de un estilo arquetípicamente hard rock: su primer álbum incluía el tema "Are You Ready?", un cover de una canción del grupo Thin Lizzy, con la participación de su guitarrista Scott Gorham. Rollins ha expresado a menudo su debilidad por Thin Lizzy y su fundador, Phil Lynott.
En 2003 publicaron Rise Above: 24 Black Flag Songs to Benefit the West Memphis Three. El álbum incluye varios vocalistas invitados, incluyendo a Lemmy, Chuck D, Cedric Bixler-Zavala, Corey Taylor, Ice T, Tom Araya y otros, cantando canciones de Black Flag.

### Cuarta formación (2006)
Entre otros compromisos, como su programa de radio Harmony In My Head, su programa de televisión The Henry Rollins Show, y sus giras de recitales hablados, Rollins volvió a reunir a Haskett, Gibbs y Cain, su segunda formación.
En una entrada de su blog en henryrollins.com, Rollins admitía: «realmente hemos estado practicando durante meses, conjuntándonos de nuevo lentamente ... Ha estado realmente bien volver a la sala de ensayos con los chicos después de todos estos años»
La banda abrió varios conciertos del grupo punk X, y actuaron en la final de la primera temporada de The Henry Rollins Show en agosto de 2006.
Rollins dijo a Alan Sculley, del The Daily Herald, que esta reunión con Haskett, Gibbs y Cain no sería duradera a menos que el grupo decidiera escribir nuevas canciones: «Planteémoslo de este modo: no quiero salir y golpear América otra vez sin un nuevo disco, o al menos material que valga la pena grabar. De otro modo la cosa no tendría legitimidad... Miles Davis nunca lo habría hecho. Y no soy partidario de los "grandes éxitos"; creo que una banda, si quiere moverse, debe ir hacia adelante, dedicarle tiempo y trabajar para ello, ir tras el arte. De otro modo lo único que haces es tocar recauchutados. (...) Imagina un árbol que diera melocotones en lata. No es lo que quiero hacer.»

## Miembros
- Henry Rollins: cantante (1987–2003; 2006)
- Chris Haskett: guitarra (1987–1997; 2006)
- Andrew Weiss: bajo (1987–1992)
- Sim Cain: percusión (1987–1997; 2006)
- Theo Van Rock: Ingeniero de sonido (1987–1997; 2006)
- Melvin Gibbs: bajo (1993–1997; 2006)
- Jim Wilson: guitarra, piano (1999–2003)
- Marcus Blake: bajo (1999–2003)
- Jason Mackenroth: percusión, saxofón (1999–2003)
- Keith Morris: cantante (gira Rise Above, 2003)

## Discografía

### Álbumes de estudio
- Life Time (1987, reeditado en 1999)
- Hard Volume (1989, reeditado en 1999)
- The End of Silence (1992, doble-CD reeditado en 2002) #160 US
- WeightWeight (1994) #33 US, #22 UK
- Come In and Burn (1997) #89 US
- Get Some Go Again (2000) #180 US
- Nice (2001) #178 US
- Rise Above: 24 Black Flag Songs to Benefit the West Memphis Three (2002)

### Descartes y demos
- Yellow Blues – de las sesiones de Get Some Go Again (2001)
- A Nicer Shade of Red – de las sesiones de Nice (2001)
- The End of Silence Demos (2002)
- Weighting (2004)
- Come in And Burn Sessions (2004)

### Álbumes en directo
- Live Split Album con la banda neerlandesa Gore (Eksakt, 1987). Grabado en El Mocambo, Toronto, Ontario el 17 de mayo de 1987.
- Do It. Descartes de estudio y directos (Texas Hotel, 1988).
- Turned On (Southern, 1990).
- Electro Convulsive Therapy (1993).
- Insert Band Here: Live In Australia, 1990 (1999).
- A Clockwork Orange Stage (2001).
- The Only Way to Know for Sure: Live in Chicago (2002).

### Sencillos y EP
- «Tearing» (1992) #54 en la UK Singles Chart
- «Disconnect» (1994)
- «Liar» (1994)
- «Liar» / «Disconnect» (1994) #27 en la UK Singles Chart
- «Starve» (1997)